# 貝弗里路車站 (BMT布萊頓線)
貝弗里路車站（英語：Beverley Road station）是紐約地鐵BMT布萊頓線的一個慢車地鐵站，位於布魯克林夫拉特布殊介乎馬爾博羅路/東15街及東16街之間的私人道路貝弗里路上方，設有Q線（任何時候停站）列車服務。

## 車站結構
| G        | 街道層   | 閘機、出入口、MetroCard自動售票機    |
| P 月台層 | 側式月台 | 側式月台                             |
| P 月台層 | 北行慢車 | ← 往96街 (教堂大道)                  |
| P 月台層 | 北行快車 | ← 不停靠                             |
| P 月台層 | 南行快車 | → 不停靠 →                           |
| P 月台層 | 南行慢車 | → 往康尼島-斯提威爾大道 (科特柳路) → |
| P 月台層 | 側式月台 |                                      |

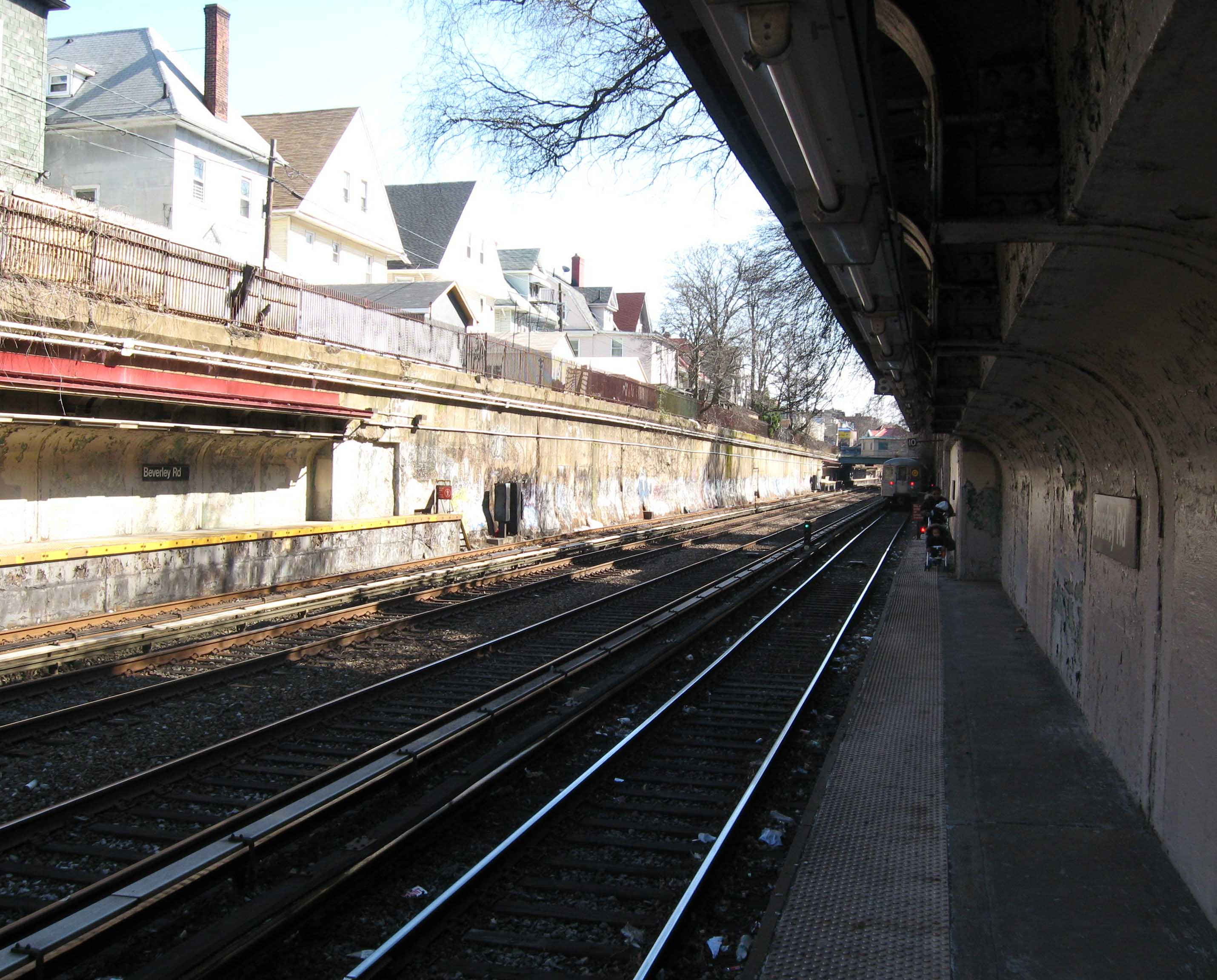
南望科特柳路車站

此切土車站設有兩個側式月台和四條軌道，是一個典型的紐約地鐵慢車站。
此站的拼法有3個「e」，而不是IRT諾斯特蘭大道線同名車站的兩個，反映了街道名稱的原初拼法。

## 外部連結
- nycsubway.org—BMT （[//web.archive.org/web/20210227105951/http://www.nycsubway.org/wiki/BMT_Brighton_Line#Beverley_Road|BMT 页面存档备份，存于） Brighton Line: Beverley Road]
- Station Reporter — Q train
- The Subway Nut — Beverley Road Pictures （页面存档备份，存于）
- MTA's Arts For Transit — Beverley Road (BMT Brighton Line)
- Beverley Road entrance from Google Maps Street View （页面存档备份，存于）
- Platforms from Google Maps Street View